# BC Prievidza
BC Prievidza je slovenský basketbalový klub hrající slovenskou extraligu. Domácí zápasy hraje klub ve sportovní hale Niké aréna Prievidza. Klub byl založen v roce 1947 pod názvem Sokol Prievidza. V roce 1952 se klub přejmenoval na Carpathia Prievidza, který mu vydržel jen jednu sezónu. Hned následující rok se klub opět přejmenoval, tentokrát na Tatran Prievidza. V roce 1957 byl klub přejmenován na Lokomotíva Prievidza. Název mu vydržel až do roku 1964, kdy se klub přejmenoval na Baník Cigeľ Prievidza. V roce 1989 klub získal svůj historicky první titul v nejvyšší soutěži. Tento úspěch zopakoval o tři roky později, kdy vyhrál poslední ročník československé ligy. V samostatné slovenské nejvyšší soutěži klub získal svůj první titul a třetí titul celkově v sezóně 1993/1994. Následující sezónu klub získal pouze stříbrnou medaili. Po sestupu do druhé nejvyšší soutěže v roce 2004 klub změnil po 40 letech název na Hornonitriansky basketbalový klub (HBK) Prievidza. Od 1. srpna 2009 klub nese název BC Prievidza.

## Historické názvy
- 1947 – Sokol Prievidza
- 1952 – Carpathia Prievidza
- 1953 – Tatran Prievidza
- 1957 – Lokomotíva Prievidza
- 1964 – Baník Cigeľ Prievidza
- 2004 – HBK Prievidza
- 2009 – BC Prievidza

## Soupiska pro sezónu2012–2013
- Milan Žiak
- Dijuan Harris
- Joseph Harris
- Róbert Šturcel
- Peter Pipíška
- Saša Mijajlovič
- Vladimír Brodzianský
- Marek Jašš
- Michal Baťka
- David Godbold
- Garfield Wilbur Boon
- Justin Manns
- Barkley Falkner
- Willie Powers
- Dejan Meznarič
- Paul Gause
- Nate Gerwig
- Mario Diez
- Nikola Vladovic

## Umístění
| sezóna  | jméno v ročníku | soutěž    | ZČ       | play-off    |
| ------- | --------------- | --------- | -------- | ----------- |
| 2011/12 | BC Prievidza    | Extraliga | 1. místo | vítěz       |
| 2012/13 | BC Prievidza    | Extraliga | 5. místo | čtvrtfinále |